# پشت پرده تخت طاووس
پشت پرده تخت طاووس یک مجموعه نمایشی محصول سال ۱۳۷۴ به کارگردانی محمد رحمانیان،  می‌باشد. این مجموعه نمایشی که هر قسمت از آن، داستان مستقلی داشت و قرار بود از شبکه ۲ پخش شود اما، غیرقابل پخش تشخیص داده شد.

## بازیگران
- مجید مظفری
- بهزاد فراهانی
- سیما تیرانداز
- رضا بنفشه‌خواه